# Fokker 70
Fokker 70 là một loại máy bay phản lực hai động cơ, 70 ghế được phát triển như là một phiên bản nhỏ hơn của chiếc phản lực lớn hơn có 100 ghế Fokker 100.

## Phát triển
Công ty Fokker của Hà Lan đã bắt đầu phát triển chiếc Fokker 70 này tháng 11 năm 1992 với mục tiêu thay thế chiếc Fokker F28 già cỗi bằng một chiếc máy bay hiện đại và có hiệu suất sử dụng nhiên liệu cao hơn. Chuyến bay đầu tiên của Fokker 70 đã diễn ra vào ngày 4 tháng 4 năm 1993 và chiếc máy bay sản xuất đầu tiên đã bay lần đầu vào tháng 7 năm 1994. Giấy chứng nhận đã được cấp ngày 14 tháng 10 năm 1994, còn chiếc Fokker 70 được giao lần đầu cho một khách hàng Ford Motor Company (in an "Executive Jet" configuration), occurred later in the same month.
Chiếc Fokker cuối cùng đã được giao đến nay là vào tháng 4 năm 1997, khi dây chuyền sản xuất đã bị đóng cửa tiếp theo  sự phá sản của Fokker vào năm trước đó, tháng 3 năm 1996. Trong cuộc đời ngắn ngủi sản xuất của Fokker 70, 47 chiếc đã được sản xuất.
Dù việc sản xuất chính thức của 70 đã hoàn tất, rekkof Lưu trữ ngày 5 tháng 1 năm 2017 tại Wayback Machine ("Fokker" spelt backwards) đã, từ năm 1999, cố thương lượng để mở lại cả hai dây chuyền sản xuất Fokker 100 và Fokker 70. Dẫu cho những kế hoạch này chăng nữa, Rekkof vẫn chưa mở lại dây chuyền sản xuất hai loại này.

### Hiện đang hoạt động

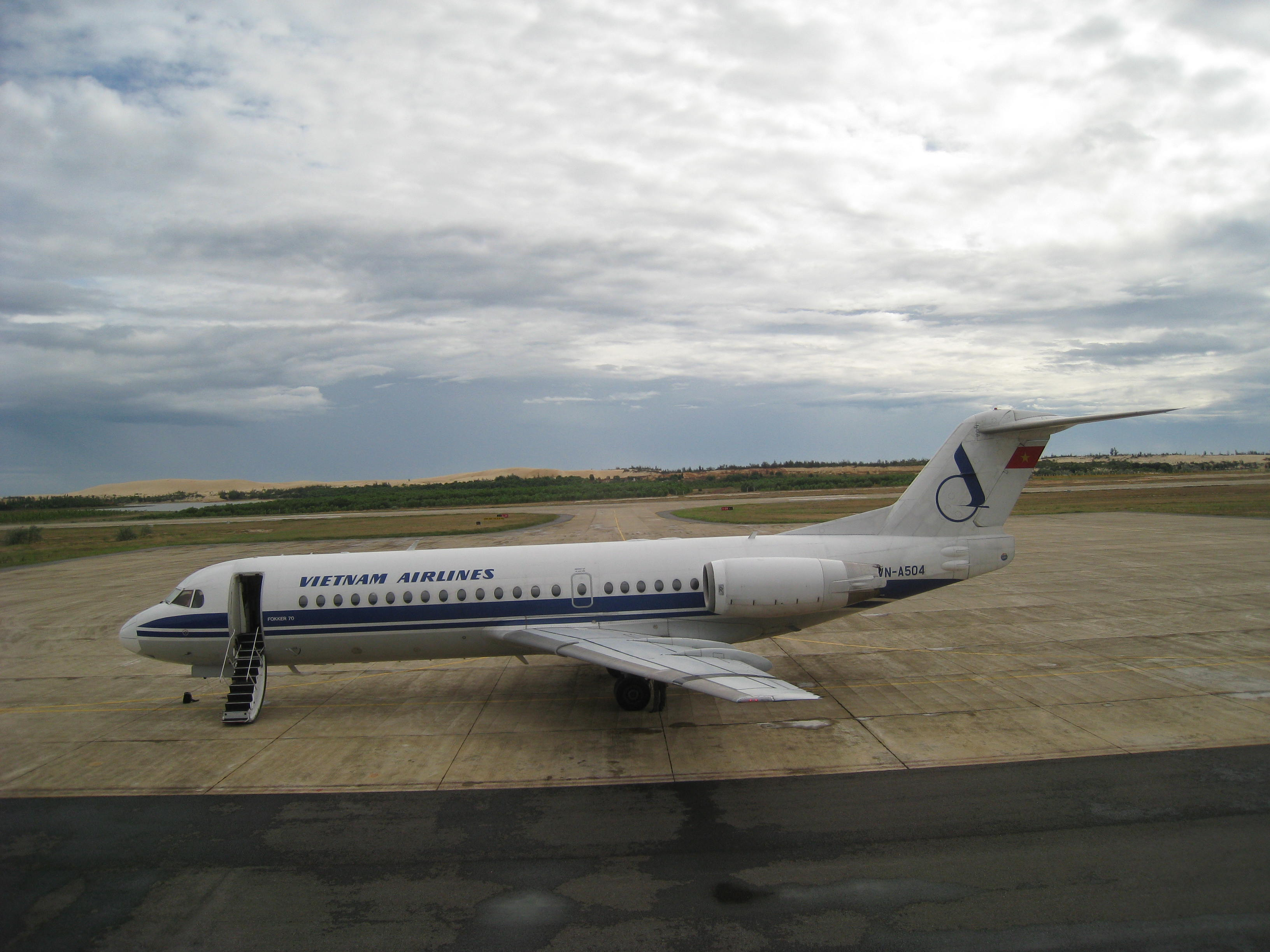
Một chiếc Fokker 70 của Vietnam Airlines tại sân bay Đồng Hới, Quảng Bình.

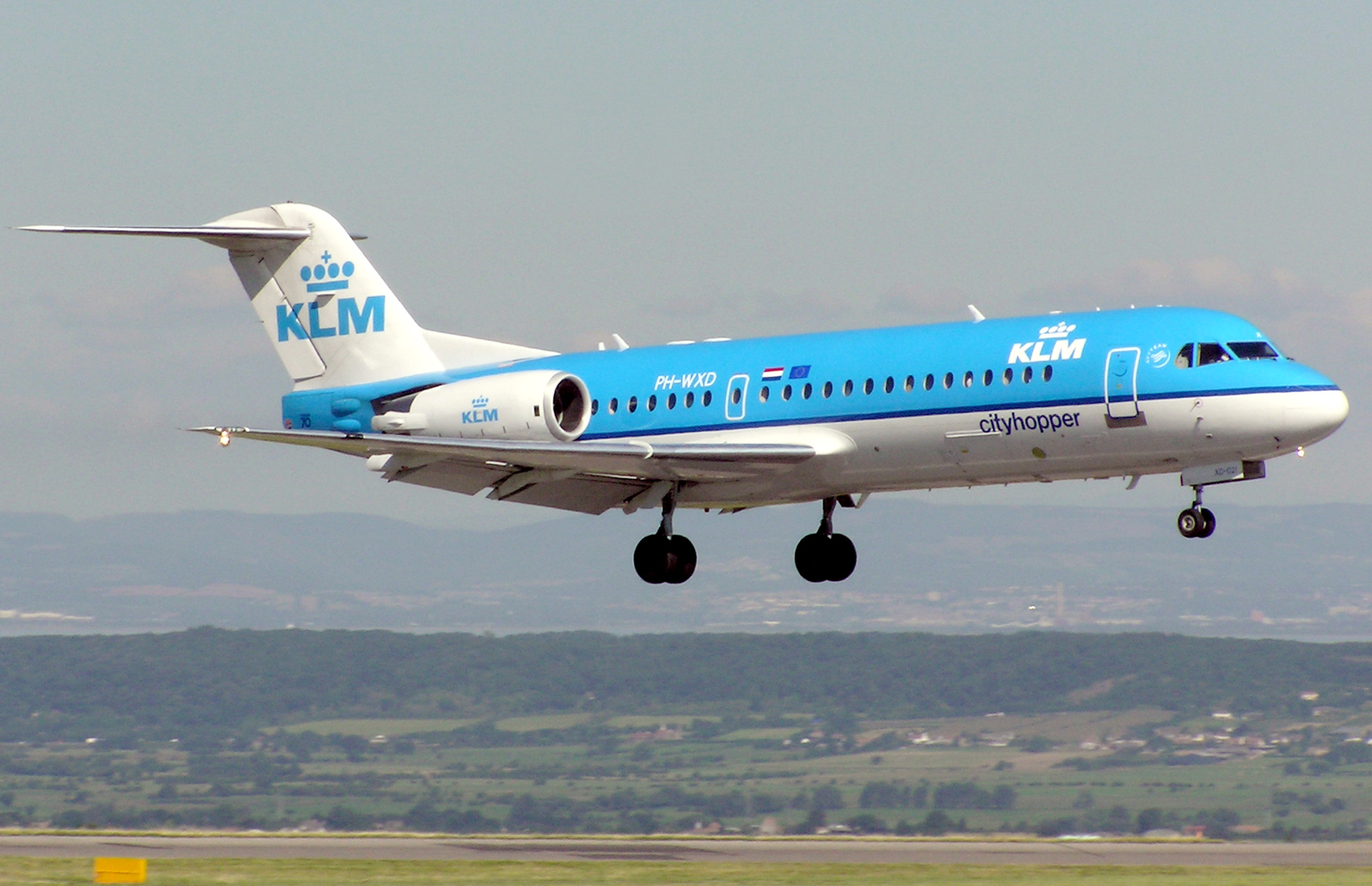
Một chiếc Fokker 70 của KLM đang hạ cánh tại Sân bay quốc tế Bristol, Anh.

Trong số 48 chiếc 48 Fokker 70 đã được sản xuất, đến tháng 5 năm 2007 có tổng số 42 chiếc Fokker 70 vẫn đang được các hãng hàng không sử dụng phục vụ khắp nơi trên thế giới, với các hãng sau:
- Austrian Arrows (9)
- KLM Cityhopper (22)
- Malév Hungarian Airlines (5)
- Air France (Régional Airlines) (5)
- Vietnam Airlines (2, đã dừng bay) [1]

Các hãng sử dụng khác: 
- Dutch Government (1)
- Ford Motor Company (2)
- Republic of Kenya (1)

## Thông số kỹ thuật

### Các đặc điểm chung
- Số khách tối đa: 80
- Công suất chứa tối đa: 8.300 kg
- Trọng lượng cất cánh tối đat: 38.100 kg
- Lực đẩy động cơ tối đa: 2 x 6.300 kg
- Sải cánh: 28,08 m
- Chiều dài: 30,91 m
- Chiều cao: 8,51 m

### Vận hành
- Tốc độ bay tiết kiệm xăng: 743 km/u
- Tầm bay tối đa: 2.040 km

Nguồn thông số:  Lưu trữ ngày 20 tháng 12 năm 2008 tại Wayback Machine

## Related content
Máy bay liên quan
- Fokker 100

Danh sách liên quan
- List of civil aircraft